# Lãnh tụ suốt đời

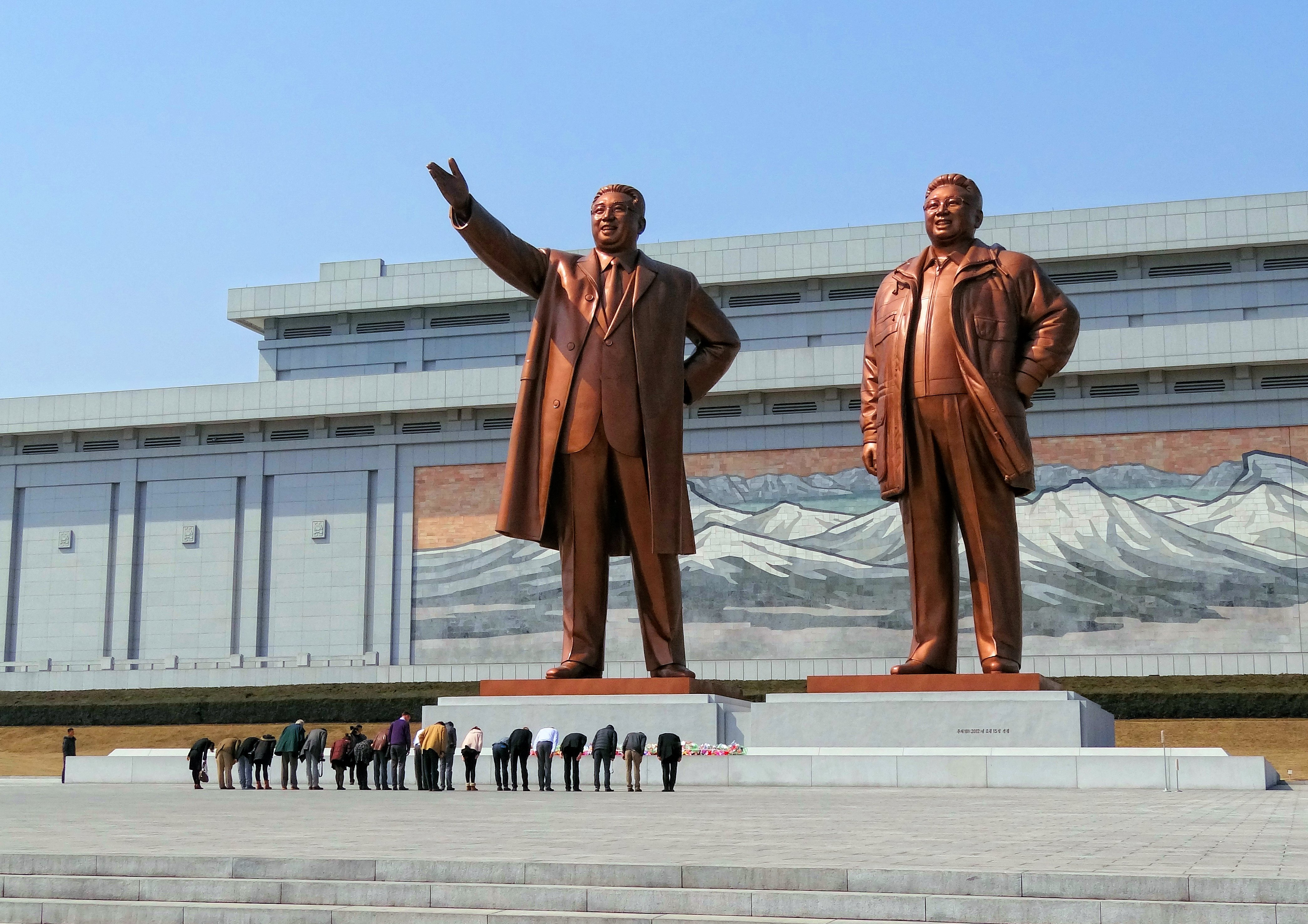
Đài tưởng niệm Mansu Hill Grand ở Bình Nhưỡng, khắc họa chân dung các vị"Lãnh tụ vĩnh viễn nước Cộng hòa Dân chủ Nhân dân Triều Tiên", bao gồm Kim Nhật Thành và Kim Jong-il

Lãnh tụ suốt đời hay lãnh tụ trọn đời (tiếng Anh: president for life) là chức danh do một số nhà lãnh đạo đảm nhiệm hoặc được phong tặng nhằm xóa bỏ giới hạn nhiệm kỳ mãi mãi như một cách để xóa bỏ những thách thức đến quyền hành và tính chính danh của họ trong tương lai. Chức hiệu này đôi khi ban cho người nắm giữ cái quyền được bổ nhiệm, đề cử hoặc chỉ định người kế nhiệm.